# Anton Šipulin
Anton Šipulin, celým jménem Anton Vladimirovič Šipulin (rusky Антон Владимирович Шипулин, * 21. srpna 1987 Ťumeň, Sovětský svaz), je bývalý ruský biatlonista.
Ve své kariéře zvítězil v jedenácti individuálních a jedenácti kolektivních závodech. Na Zimních olympijských hrách 2010 ve Vancouveru dokázal s ruskou mužskou štafetou vybojovat bronzovou medaili a o čtyři roky později štafetu ovládli. V individuálních závodech získal nejlépe stříbrnou medaili v závodě s hromadným startem na světovém šampionátu 2013 v Novém Městě na Moravě. Na Mistrovství světa v biatlonu 2017 s mužským týmem ve složení Alexej Volkov, Maxim Cvetkov a Anton Babikov vyhráli závod mužských štafet.
Po ukončení kariéry kandidoval v doplňovacích volbách do Státní dumy, kde v září 2019 ve volebním obvodě Serov nahradil Sergeje Bidonka. V řádných ruských parlamentních volbách 2021 kandidoval za nejsilnější ruskou stranu Jednotné Rusko a mandát obhájil.
Jeho sestrou je slovenská biatlonistka Anastasia Kuzminová.

## Výsledky

### Olympijské hry a mistrovství světa
| Sezóna  | D   | Místo                | SP          | SZ          | HZ          | IZ          | ŠT          | SŠT         | Věk         |             |
| ------- | --- | -------------------- | ----------- | ----------- | ----------- | ----------- | ----------- | ----------- | ----------- | ----------- |
| 2009/10 | ZOH | Vancouver            | 30.         | 20.         | 22.         | 36.         | 3.          | –           | 22 let      |             |
| 2010/11 | MS  | Chanty-Mansijsk      | 37.         | 21.         | –           | –           | 2.          | –           | 23 let      |             |
| 2011/12 | MS  | Ruhpolding           | 13.         | 3.          | 29.         | –           | 6.          | 5.          | 24 let      |             |
| 2012/13 | MS  | Nové Město na Moravě | 7.          | 3.          | 2.          | 33.         | 4.          | 6.          | 25 let      |             |
| 2013/14 | ZOH | Soči                 | 4.          | 14.         | 11.         | –           | DSQ         | DSQ         | 26 let      |             |
| 2014/15 | MS  | Kontiolahti          | 18.         | 2.          | 7.          | 16.         | 4.          | 10.         | 27 let      |             |
| 2015/16 | MS  | Oslo                 | 45.         | 9.          | 9.          | 14.         | 6.          | 7.          | 28 let      |             |
| 2016/17 | MS  | Hochfilzen           | 21.         | 4.          | 4.          | 7.          | 1.          | 3.          | 29 let      |             |
| 2017/18 | ZOH | Pchjongčchang        | nestartoval | nestartoval | nestartoval | nestartoval | nestartoval | nestartoval | nestartoval | nestartoval |

Poznámka: Výsledky z mistrovství světa se započítávají do celkového hodnocení světového poháru, výsledky z olympijských her se dříve započítávaly, od olympijských her v Soči 2014 se nezapočítávají.

### Juniorská mistrovství
| Sezóna  | D   | Místo        | SP  | SZ  | IZ  | ŠT | Věk    |
| ------- | --- | ------------ | --- | --- | --- | -- | ------ |
| 2004/05 | MSJ | Kontiolahti  | 7.  | 7.  | –   | 5. | 17 let |
| 2005/06 | MSJ | Presque Isle | 33. | 17. | 18. | 1. | 18 let |
| 2006/07 | MSJ | Martell      | 11. | 5.  | 2.  | 7. | 19 let |
| 2007/08 | MSJ | Ruhpolding   | 1.  | 1.  | 2.  | 1. | 20 let |

## Vítězství v závodech světového poháru a na olympijských hrách

### Individuální
| Č.  | sezóna    | datum             | místo                       | disciplína         |
| --- | --------- | ----------------- | --------------------------- | ------------------ |
| 1.  | 2010/2011 | 20. ledna 2011    | Anterselva, Itálie          | sprint             |
| 2.  | 2011/2012 | 15. ledna 2012    | Nové Město na Moravě, Česko | stíhací závod      |
| 3.  | 2012/2013 | 18. ledna 2013    | Anterselva, Itálie          | sprint             |
| 4.  | 2012/2013 | 19. ledna 2013    | Anterselva, Itálie          | stíhací závod      |
| 5.  | 2013/2014 | 8. března 2014    | Pokljuka, Slovinsko         | stíhací závod      |
| 6.  | 2014/2015 | 19. prosince 2014 | Pokljuka, Slovinsko         | sprint             |
| 7.  | 2014/2015 | 21. prosince 2014 | Pokljuka, Slovinsko         | hromadný start     |
| 8.  | 2015/2016 | 23. ledna 2016    | Anterselva, Itálie          | stíhací závod      |
| 9.  | 2016/2017 | 20. ledna 2017    | Anterselva, Itálie          | vytrvalostní závod |
| 10. | 2016/2017 | 18. března 2017   | Oslo, Norsko                | stíhací závod      |
| 11. | 2017/2018 | 8. března 2018    | Kontiolahti, Finsko         | sprint             |

### Kolektivní
| Č. | sezóna    | datum             | místo                     | disciplína      |
| --- | --------- | ----------------- | ------------------------- | --------------- |
| 1. | 2009/2010 | 17. ledna 2010    | Ruhpolding, Německo       | štafeta         |
| 2. | 2011/2012 | 18. prosince 2011 | Hochfilzen, Rakousko      | smíšená štafeta |
| 3. | 2012/2013 | 4. ledna 2013     | Oberhof, Německo          | štafeta         |
| 4. | 2012/2013 | 10. března 2013   | Soči, Rusko               | štafeta         |
| 5. | 2013/2014 | 13. prosince 2013 | Annecy, Francie           | štafeta         |
| 1. | 2013/2014 | 2. února 2014     | Soči, Rusko (ZOH)         | štafeta         |
| 5. | 2014/2014 | 13. prosince 2014 | Hochfilzen, Rakousko      | štafeta         |
| 6. | 2014/2014 | 8. ledna 2015     | Oberhof, Německo          | štafeta         |
| 7. | 2014/2014 | 15. února 2015    | Oslo, Norsko              | štafeta         |
| 8. | 2015/2016 | 24. ledna 2016    | Anterselva, Itálie        | štafeta         |
| 9. | 2016/2017 | 18. února 2017    | Hochfilzen, Rakousko (MS) | štafeta         |
| 10. | 2018/2019 | 13. ledna 2019    | Oberhof, Německo          | štafeta         |
| 11. | 2021/2022 | 15. ledna 2022    | Ruhpolding, Německo       | štafeta         |
| – závod na mistrovství světa – závod na olympijských hrách, nezapočítává se do hodnocení Světového poháru |           |                   |                           |                 |